# Васильевское (озеро)
Васильевское — исчезнувшее озеро на полуострове Камчатка, которое находилось Елизовском районе Камчатского края России к югу от села Николаевка.
Являлось проточным пресноводным озером площадью около 0,14 км². Длина озера составляла 700 м, максимальная ширина — 250 м. В 1965 году озеро было крупнее: 1000 м в длину и до 350 в ширину.
Озеро возникло в результате перегораживания верхнего участка долины ручья Васильевский, вытекающего с восточных склонов Южно-Быстринского хребта оползневыми массами. Питание озера смешанное.
.
Вошедшее во все перечни и списки памятников природы Камчатского края озеро исчезло после того как ручей промыл тело оползня вдоль правого борта ручья, оставив плоскую площадку высохшего дна, покрытую глиной. Ориентировочно это произошло не ранее 1990-х годов XX века. Относительно доступным место бывшего озера является в марте-апреле или августе — октябре.